# 安徽乐普生足球俱乐部
安徽乐普生足球俱乐部，一个位于安徽省合肥市的已不存在的足球俱乐部。
1996年2月28日，由安徽乐普生商厦注资的安徽省首个男足职业俱乐部挂牌，注册资金为1000万元。大连籍教练郭新源担任主教练，球员主要来自省内的合肥、蚌埠、芜湖等地。在蚌埠进行的全国足球乙级联赛东区赛中，安徽乐普生队以1胜3负的成绩名列小组第4，没能出线。
1997年，安徽乐普生继续由郭新源执教，他从老家大连带来的几名球员构成了当年球队的主力框架，另外还有来自安徽、内蒙古、吉林、云南的球员。当年乙级联赛开始实行主客场赛制，安徽乐普生在东区比赛中，2胜1平7负名列小组第5，仍没能出线。
1998年，乐普生收购了广西银荔队成为乙级劲旅，预赛顺风顺水，获得华东区第2名，决赛1／4决赛两回合战平青岛海利丰，但遗憾地在点球决战中惨遭淘汰，这也是皖足冲甲路上第一次点球梦魇。冲甲三年失败后，投资商心灰意冷，将球队以120万低价卖给武汉雅琪，安徽足球的第一次职业化尝试以失败告终。